# Lyons (Nebraska)
Lyons és una població dels Estats Units a l'estat de Nebraska. Segons el cens del 2000 tenia 963 habitants.

## Demografia
Segons el cens del 2000, Lyons tenia 963 habitants, 423 habitatges, i 280 famílies. La densitat de població era de 531,2 habitants per km².
Dels 423 habitatges en un 25,3% hi vivien nens de menys de 18 anys, en un 52% hi vivien parelles casades, en un 10,6% dones solteres, i en un 33,8% no eren unitats familiars. En el 31% dels habitatges hi vivien persones soles el 21,3% de les quals corresponia a persones de 65 anys o més que vivien soles. El nombre mitjà de persones vivint en cada habitatge era de 2,25 i el nombre mitjà de persones que vivien en cada família era de 2,8.
Per edats la població es repartia de la següent manera: un 24,1% tenia menys de 18 anys, un 5% entre 18 i 24, un 21,1% entre 25 i 44, un 22,4% de 45 a 60 i un 27,4% 65 anys o més.
L'edat mediana era de 45 anys. Per cada 100 dones de 18 o més anys hi havia 78,3 homes.
La renda mediana per habitatge era de 28.804 $ i la renda mediana per família de 35.625 $. Els homes tenien una renda mediana de 27.563 $ mentre que les dones 20.250 $. La renda per capita de la població era de 16.368 $. Aproximadament el 6,7% de les famílies i el 9,2% de la població estaven per davall del llindar de pobresa.

## Poblacions més properes
El següent diagrama mostra les poblacions més properes.